# Nat Borchers
Nat Borchers (ur. 13 kwietnia 1981 w Tucson) – były amerykański piłkarz występujący na pozycji obrońcy. Z powodu częściowego pęknięcia ścięgna Achillesa był zmuszony zakończyć profesjonalną karierę po sezonie 2016. Aktualnie związany jest z Portland Timbers. Komentuje mecze drugiej drużyny, która występuje w USL (Portland Timbers 2), przy okazji meczów pierwszego zespołu pojawia się jako ekspert telewizyjny.

## Kariera klubowa
Borchers karierę rozpoczynał w 1999 roku w zespole Denver Pioneer z uczelni Denver University. W 2002 roku przeszedł do drużyny Boulder Rapids Reserve z USL Premier Development League. W 2003 roku trafił do Colorado Rapids. W MLS zadebiutował 25 maja 2003 roku w przegranym 0:4 pojedynku z Chicago Fire. 30 czerwca 2004 roku w wygranym 3:2 spotkaniu z New York Red Bulls strzelił pierwszego gola w MLS. Przez 3 sezony w barwach Colorado rozegrał 83 ligowe spotkania i zdobył 2 bramki.
W 2006 roku Borchers odszedł do norweskiego Odds BK. W Tippeligaen pierwszy mecz zaliczył 17 kwietnia 2006 roku przeciwko Molde (0:0). 6 maja 2007 roku w przegranym 1:2 pojedynku z Vikingiem zdobył pierwszą bramkę w Tippeligaen. W tym samym, po spadku Odds BK Adeccoligaen, opuścił drużynę.
W 2008 roku Borchers wrócił do Stanów Zjednoczonych, gdzie podpisał kontrakt z Realem Salt Lake. W jego barwach zadebiutował 29 marca 2008 roku w zremisowanym 1:1 pojedynku z Chicago Fire. W 2009 roku zdobył z zespołem MLS Cup. W 2015 przeszedł do Portland Timbers.

## Kariera reprezentacyjna
W reprezentacji Stanów Zjednoczonych Borchers zadebiutował 10 marca 2005 roku w wygranym 3:0 towarzyskim meczu z Kolumbią.